# Тушканчик Северцова
Тушканчик Северцова (лат. Allactaga severtzovi) — тушканчик рода земляных зайцев. Видовое название дано в честь Н. А. Северцова, "знаменитого исследователя туркестанской фауны".

## Внешний вид
Довольно крупный тушканчик, с длиной тела 14-17 см, длина хвоста 7—25 см. Ушки настолько длинные, до 6 см, что его относят к роду земляных зайцев. Морда вытянута и немного сплюснута спереди. Окраска светло-песчанно-серая, с белым брюшком и белой полоской на бедре. Лапы без «щеточек», пятипалые.
Хвост длинный, заканчивающийся плоской кисточкой, сверху чёрный, с белым кончиком, снизу чёрный, с белой полоской.
Передние конечности короче задних, только для схватывания и удержания пищи, задние лапы длинные и сильные, предназначены для передвижения прыжками, со ступнями 7-8 см.
В 1993 году Г. И. Шенбротом описан подвид Allactaga severtzovi chorezmi.

## Распространение
Ареал представляет большую часть Средней Азии и юга Казахстана, северного Приаралья, южного Прибалхашья, в полупустынных предгорьях Таджикистана.
Вид редкий на большей части своего ареала.

## Образ жизни
Предпочитает глинистые и щебнистые пустыни. Чаще всего заселяет окраины такыров и шоров. Встречается как на открытых голых местах, так и среди зарослей солянок и верблюжьей колючки. Пасущийся среди кустиков и полыней тушканчик в случае опасности почти всегда старается выскочить на открытый такыр, где может развить большую скорость.
Норы представляют собой наклонный в начале ход, длиной до 7 м с несколькими камерами и запасным выходом. Передняя половина норы и вход может плотно забить землей. Этот тушканчик роет нору чаще в тяжелом, плотном, глинистом грунте. Сначала разрыхляет грунт резцами, затем быстрыми движениями обеих передних лапок перемещает разрыхленный грунт под тело, после чего одновременным ударом задних лап отбрасывает его назад. Когда холмик выброшенной земли увеличивается, тушканчик отодвигает её подальше от входа, отталкиваясь задними лапами и грудью сдвигая и разравнивая почву в разных направлениях на расстоянии до полуметра от входа. Потом старается утрамбовать землю лапами и мордочкой. Во время рытья глаза у тушканчика всегда закрыты, ушные раковины закрываются специальными мышцами.
На зиму в своей норе впадает в спячку.
Появление выводков приходится на апрель — начало мая, обычно 3-4 детеныша. Изредка встречается летне-осенний пик размножения.
Детеныши прозревают лишь на 35-38-й день. Передвигаться на задних ногах тушканчики начинают на тридцатый день, при этом они часто спотыкаются, падают и путаются в своих длинных лапах. На третью неделю очень хорошо лазают и цепко хватаются за предметы передними лапками.

## Питание
Активны тушканчики Северцова только с наступлением полной темноты. Питаются растущими частями растений, семенами, выкапывают луковицы тюльпана, гусиного лука, обгрызают вегетативные побеги многолетних трав. Питание плодами и семянами трав, кустарников и полукустарников возрастает с наступлением лета и осени. В это время в большом количестве едят плоды кандыма, саксаула, полыней, однолетних солянок. Значительное место занимает корм различными видами насекомых и пауков, даже среднеазиатских фаланг. Они способны успешно ловить даже летящих насекомых, бабочек прыгая вверх на полметра в высоту и хватая добычу передними лапками.